# Egotrippi
Egotrippi — финская поп-группа, основанная в 1990-х. Среди их хитов: «Älä koskaan ikinä», вошедший в оригинальный саундтрек к финскому фильму «Nousukausi» (2003), «Unihiekkaa» и «Matkustaja», которая достигла 11 строчки финского чарта Finnish Top 20 и вошла в ОСТ к фильму «Kukkia ja sidontaa» (2004).

## Участники группы

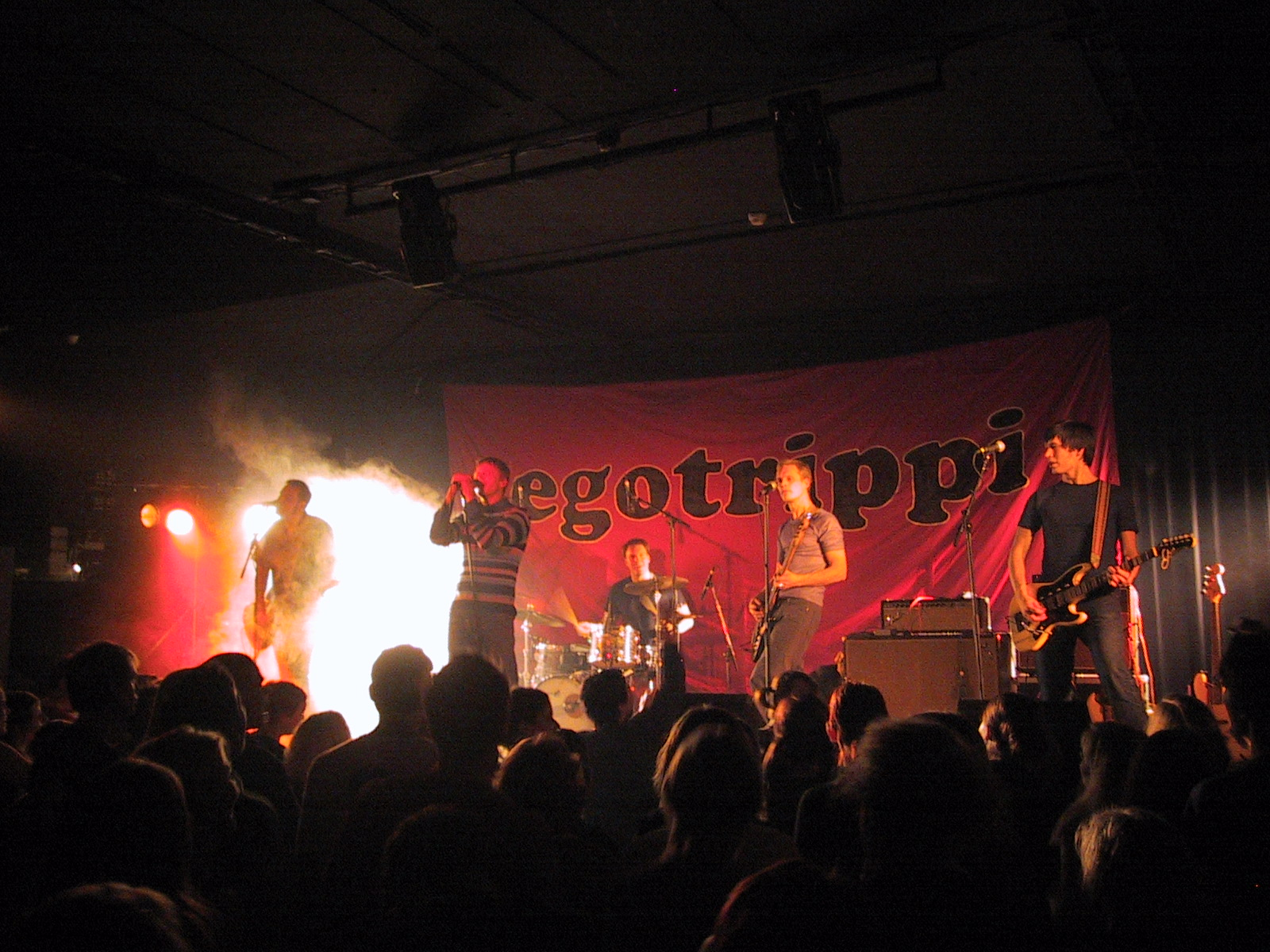
Группа в 2001 году

- Мики Каусте (фин. Mikki Kauste) — вокал, клавишные
- Книпи (фин. Knipi) — вокал, гитара
- Скеле (фин. Skele) — гитара
- Анси Маасало (фин. Anssi Maasalo) — бас
- Сампо Хаапаниеми (фин. Sampo Haapaniemi) — ударные

## Дискография
- «Egotrippi» 1995
- «Superego» 1997
- «Alter Ego» 1998
- «Helsinki-Hollola» 2000
- «Moulaa!» (двойной диск, ограниченное издание) 2001
- «Matkustaja» 2003
- «20 Suosikkia» (коллекционное издание) 2004
- «Vielä koittaa uusi aika» 2006
- «Maailmanloppua odotellessa» 2008
- «Pilvien alla, maan päällä» 2013
- «Vuosi Nolla» 2015
- «10» 2017
- «Aina matkalla jonnekin» 2020